# インサー
モバイル・インターネットメディアプラットフォームの運営および決済関連事業を手がけていた、かつて存在していた日本の企業。
決済ウォレットアプリ『INCIR WALLET』、フィンテック IC カード『INCIR CARD』、メディアプラットフォーム『INCIR HOME』を企画・開発。

## 沿革
2019年に設立。2022年6月に閉鎖。